# Tabanus glaucomaculis
Tabanus glaucomaculis är en tvåvingeart som beskrevs av Philip 1978. Tabanus glaucomaculis ingår i släktet Tabanus och familjen bromsar. Inga underarter finns listade i Catalogue of Life.